# Glaucium aleppicum
Glaucium aleppicum är en vallmoväxtart som beskrevs av Pierre Edmond Boissier och Hausskn.. Glaucium aleppicum ingår i Hornvallmosläktet som ingår i familjen vallmoväxter. Inga underarter finns listade i Catalogue of Life.